# ديرك هيلبينغ
ديرك هيلبينغ (بالإنجليزية: Dirk Helbing)‏ (و. 1965 – م) هو اجتماعي، وفيزيائي، وأستاذ جامعي من ألمانيا .

## التعليم
تعلم في جامعة غوتنغن

## مناصب وهيئات
أدار جامعة دريسدن التقنية.